# Lassay-sur-Croisne
Lassay-sur-Croisne – miejscowość i gmina we Francji, w Regionie Centralnym, w departamencie Loir-et-Cher.
Według danych na rok 1990 gminę zamieszkiwało 168 osób, a gęstość zaludnienia wynosiła 10 osób/km² (wśród 1842 gmin Regionu Centralnego Lassay-sur-Croisne plasuje się na 970. miejscu pod względem liczby ludności, natomiast pod względem powierzchni na miejscu 800.).